# Torchy the Battery Boy
Torchy the Battery Boy est une série télévisée britannique en 52 épisodes de 15 minutes, créée et produite par Roberta Leigh et diffusée entre le 23 février 1960 et le 14 février 1961 sur ATV. Seule la première saison de 26 épisodes a été réalisée et co-produite par Gerry Anderson. La seconde saison a été produite par la compagnie Associated British-Pathé.
Cette série est inédite dans tous les pays francophones.

## Synopsis
La série suit les aventures d'une poupée qui a une pile dans son corps et une lampe dans sa tête et son maître Monsieur Bumble-Drop.

## Distribution (voix originales)
- Kenneth Connor : Monsieur Bumble-Drop
- Olwen Griffith : Torchy
- Jill Freud : La narratrice

## Épisodes

### Première saison (1960)
1. Pom-Pom and the Toys
2. Topsy Turvy Land
3. Torchy and Squish
4. The Building of Frutown
5. Torchy and the Broken Rocket
6. King Dithers
7. Torchy Returns to Earth
8. Bossy Boots Goes to Topsy Turvy Land
9. Bossy Boots Is Taught a Lesson
10. A Bell for a Penny Farthing
11. A Trick on Pom-Pom
12. Torchy is Stolen
13. King Dithers Loses His Crown
14. Pilliwig Gets A Present
15. Bad Boy Bogey
16. Torchy and the Strange Animal
17. Bossy Boots Forgets to be Good
18. The Hungry Money Box
19. The Naughty Twins
20. The Twins Learn a Lesson
21. King Dithers Goes Down to Earth
22. Torchy is Saved at Last
23. Torchy and the Man on the Moon
24. Bogey and the Statues
25. The Moon Falls Asleep
26. Torchy's Birthday

### Deuxième saison (1960-1961)
1. Torchy Gets a Surprise
2. Banana Bridge
3. King Dithers and Daffy
4. The Toys Get the Collywobbles
5. Bogey Learns Another Lesson
6. The Pollikan Bird Is Stolen
7. Torchy Has an Accident
8. Sparky the Dragon
9. Bogey Is Naughty Again
10. Pilliwig Cleans the Chimney
11. Pongo the Pirate
12. King Dither's Birthday
13. Flopsy Goes on a Picnic
14. Washing Day in Topsy Turvy Land
15. The Gluebell Wood
16. Squish Falls Down a Well
17. Flopsy in Trouble
18. Flopsy Makes a Christmas Pudding
19. King Bumble-Drop
20. A New Suit for Pilliwig
21. The Big Storm
22. Daffy's Birthday
23. Gillygolly in Trouble
24. Pom-Pom Gets the Hiccups
25. Pongo and the Gold Mine
26. The Obstinate Donkey

## DVD
- Royaume-Uni :

L'intégralité de la série est parue en Grande-Bretagne sous la forme de deux coffrets.
- Roberta Leigh's Torchy the Battery Boy, The Complete First Series (Coffret 2 DVD) (26 épisodes) sorti le 11 avril 2005 chez Network. Le ratio écran est en 1.33:1 plein écran 4:3 en version originale sans sous-titres. Pas de suppléments proposés à l'exception d'un spot promotionnel de la série. Il s'agit d'une édition Zone 2 Pal. (ASIN B0007Y2AFC)

- Roberta Leigh's Torchy the Battery Boy, The Complete Second Series (Coffret 2 DVD) (26 épisodes) sorti le 26 septembre 2005 chez Network. Le ratio écran est en 1.33:1 plein écran 4:3 en version originale sans sous-titres. Pas de suppléments inclus. Il s'agit d'une édition Zone 2 Pal. (ASIN B000AGK0Z4)